# Wereldtentoonstelling van 1974
De Expo '74 was de 19e gespecialiseerde wereldtentoonstelling die door het Bureau International des Expositions is erkend. Het was de eerste gespecialiseerde tentoonstelling met ecologie als zwaartepunt en werd gehouden onder het motto Vooruitgang zonder vervuiling. De tentoonstelling vond plaats in 1974 op twee eilanden in de Spokane in de gelijknamige stad Spokane in de Amerikaanse staat Washington. 
De bouw van de tentoonstelling, zoals de gebouwen en de aanleg van het terrein kostte USD 78,4 mln. Tien landen deden mee met een eigen inzending. Daarnaast waren 43 Amerikaanse staten en twee Canadese provincies vertegenwoordigd. Verder hadden diverse bedrijven en organisaties een paviljoen op het terrein.
| Deelnemende landen | Deelnemende landen | Deelnemende landen | Deelnemende landen |
| ------------------ | ------------------ | ------------------ | ------------------ |
| Australië          | Canada             | China              | Duitsland          |
| Iran               | Japan              | Zuid-Korea         | Verenigde Staten   |
| Filipijnen         | Sovjet-Unie        |                    |                    |